# One Day as a Lion
One Day As A Lion er et musik projekt der blev startet i 2008 af Zack de la Rocha, forsangeren for Rage Against The Machine og Jon Theodore, tidligere trommeslager for The Mars Volta. Duo'en blander elementer af rock, rap og punk musik sammen. One Day as a Lion udgav deres selvtitlet EP i juli 2008.

## Historie
Zack de la Rocha havde kendt Jon Theodore i flere år, før bandet blev dannet, og var meget imponeret over hans evner som trommeslager, hvis man sammenligner ham med John Bonham og Elvin Jones. Duo'en begyndte således at spille sammen i et øvelokale med Theodore på trommer og de la Rocha spillede på et gammelt Fender Rhodes keyboard. Bandets navn blev taget fra et berygtet sort hvid graffiti fotografi, taget af fotografen George Rodriguez i 1970, hvor på der stod "Det er bedre at leve en dag som en løve, end tusind år som et lam." Bandet fik hurtigt skrevet en række sange og underskrevet en kontrakt med pladeselskabet ANTI-.
Den 16. juli 2008 fik sangen "Wild International" premiere på deres Myspace side og australsk radio premiere på Triple J og amerikansk premiere på radiostationen KROQ. Bandets selvtitlet EP blev udgivet den 18. juli 2008 i Australien og fire dage senere i USA, og blev desuden også udgivet på iTunes. Den solgte 17.000 eksemplarer i den første uge. EP'en har solgt særdeles godt, for en kun fem-numre lang EP. Vinylen blev udgivet den 7. oktober 2008.
Den 11. august 2008 blev Zack de la Rocha interviewet af Los Angeles Times, hvor han fortalte om et muligt nyt projekt. Det var desuden de la Rochas første interview i otte år. Han afslørede, at et album i fuld længde var planlagt til at blive udgivet i efteråret 2008, og erklærede, "at de ønsker at spille shows og være et band og gå ud og starte noget støj". Han nævnte også at de vil lede efter en keyboard-spiller til bandet.
Den 1. juni 2010 meddelte de på deres Myspace side, at de ville spille deres første koncert på Fuji Rock Festival i Japan i juli. Den 17. og 18. juli 2010, spillede de første gang i Pomona, Californien med hjælp fra Joey Karam fra The Locust på keyboard. Det var på daværende tidspunkt stadig uklart, om Karam var blevet et fast medlem af gruppen. Det er også blevet bekræftet af gruppen, at de turnerede i Australien med Soundwave Festival i starten af 2011, som det tredje hovednavn, efter Iron Maiden og Queens of the Stone Age.
I et interview i januar 2011 bekræftede bandets trommeslager Jon Theodore blandt andet et kommende album, og at Joey Karam er blevet officielt medlem.

## Medlemmer
| - Zack de la Rocha – vokal - Jon Theodore – trommer, percussion - Joey Karam – keyboard, orgel - Zack de la Rocha - Jon Theodore |

## Diskografi

### EP
- One Day as a Lion – EP – 2008

### Singler
- Wild International – 2008
- One Day as a Lion – 2008